# Assembleia Nacional Constituinte de Timor-Leste
A Assembleia Nacional Constituinte de Timor-Leste foi instituída no decidido em referendo da independência do país , que vivia sob invasão da Indonésia, em 1999. A Assembleia Constituinte foi especificamente eleita em 30 de Agosto de 2001 com a finalidade de elaborar a Constituição e os trabalhos duraram alguns meses e em 22 de Março de 2002 aconteceu o ato final de aprovação do texto final da Constituição de Timor-Leste, que entrou em vigor em 20 de Maio de 2002.